# Trupanea nigricornis
Trupanea nigricornis är en tvåvingeart som först beskrevs av Daniel William Coquillett 1899.  Trupanea nigricornis ingår i släktet Trupanea och familjen borrflugor. Inga underarter finns listade i Catalogue of Life.